# Nicolas Ragonneau
Nicolas Ragonneau, né le 16 septembre 1967 à Dijon, est un éditeur, journaliste, écrivain et traducteur français spécialiste de Marcel Proust.

## Biographie
Il est directeur du marketing et du développement éditorial aux éditions Assimil depuis 2011.
En tant que journaliste, il a mené des entretiens, en anglais et en français, avec des artistes et musiciens pour le site Paris DJs.
Lecteur d’À la recherche du temps perdu de Marcel Proust, il anime depuis mai 2019 le site littéraire Proustonomics,, qui propose des articles sur l’économie de La recherche, des entretiens et des chroniques.

## Publications
En septembre 2019, il publie Proust, Commercy 1915 (éditions La Pionnière) du médecin-major Maurice Vendôme (son hétéronyme), une uchronie sous forme de lettres où Marcel Proust meurt en 1915 après avoir combattu à Verdun.
Il traduit également le texte de William Friedkin Dans les pas de Marcel Proust pour le même éditeur, avec une préface de Jérôme Prieur.
En mars 2021, il publie dans le numéro consacré à Marcel Proust de la collection « Les Cahiers de L'Herne » un texte intitulé Sergio Leone et Proust : Il était une fois en Amérique - Kosher Nostra. Il y raconte comment le projet avorté de Luchino Visconti de mettre en scène La recherche a influencé le film Il était une fois en Amérique de Sergio Leone.
À l'automne 2021, il publie deux nouveaux livres consacrés à Marcel Proust : Le Proustographe, Marcel Proust et À la recherche du temps perdu en infographie (septembre, éditions Denoël), préface de Thierry Laget, et Proustonomics, cent ans avec Marcel Proust (octobre, Le temps qu'il fait), avec une préface de Jean-Yves Tadié,,,.
En mars 2022, il est l'un des contributeurs de l'ouvrage Proust et le temps, un dictionnaire (éditions Le Pommier).
En mai 2022, il publie dans la Revue des deux Mondes un article intitulé Proust des années noires - Lecteurs et lectures de La Recherche sous l'occupation.
En septembre 2022, il contribue au livre-CD Écrits dans une sorte de langue étrangère (éditions Elstir), qui propose un regard sur notre temps à travers le prisme de Marcel Proust.
En avril 2024, il traduit de l'anglais britannique le livre de Duncan Roberts Orwell à Paris, dans la dèche avec le capitaine russe, préfacé par Thomas Snégaroff (éditions Exil).